# Doktor House (8. évad)
A Doktor House 8. – utolsó – évadát 2011. október 3-án kezdte vetíteni az amerikai Fox televízió. Ebben a szezonban nem tért vissza Lisa Edelstein (Dr. Lisa Cuddy), s Olivia Wilde Tizenhármasa is csak három (Charity Case, Holding On, Everybody Dies) epizódban látható. Az évad utolsó részében viszont megjelennek a régi szereplők: Sela Ward (Stacy Warner), Kal Penn (Dr. Lawrence Kutner), Jennifer Morrison (Dr. Allison Cameron), Andre Braugher (Dr. Darryl Nolan), Amber Tamblyn (Dr. Martha M. Masters), Anne Dudek (Dr. Amber Volakis).
Az évad kezdetén House még börtönben ül, ám Foreman, a Princeton Plansborough új igazgatója szigorú feltételekkel ismét munkára fogja. House eleinte a karakán, de kissé dinka Dr. Chi Parkkal és a börtönorvosként megismert Dr. Jessica Adams-szel kénytelen boldogulni, mivel Tizenhármas visszacsábítása nem jár sikerrel. Az új szereplőkhöz szabott főcím teljes egészében az 5. epizódban – a régi csapattagok: Chase és Taub visszatértétől – látható, az első négy rész elején csak egy nyúlfarknyi részlete jelenik meg.
Magyarországon először a TV2 vetíti az évadot 2012. február 29-től, este 9 után.
Az évad hivatalos premierje Kanadában az Egyesült Államok előtt, a Global Television Network csatornán történt, mivel az egyik epizódot három héttel a kanadai premier után sugározták.

## Szereplők
- Hugh Laurie (Dr. Gregory House) – magyar hangja Kulka János
- Omar Epps (Dr. Eric Foreman) – magyar hangja Holl Nándor
- Robert Sean Leonard (Dr. James Wilson) – magyar hangja Varga Gábor
- Jesse Spencer (Dr. Robert Chase) – magyar hangja Fekete Zoltán
- Peter Jacobson (Dr. Chris Taub) – magyar hangja Kapácsy Miklós
- Olivia Wilde (Dr. Remy Tizenhármas Hadley) – magyar hangja Kéri Kitty
- Odette Annable (Dr. Jessica Adams) – magyar hangja Zakariás Éva
- Charlyne Yi (Dr. Chi Park) – magyar hangja Sánta Annamária

## Cselekmény
|  | Alább a cselekmény részletei következnek! |

| 1 | Twenty Vicodin / Húsz Vicodin                | Mastocytosis                                                                      | 2011. október 3. / 2012. február 29.     |
| House 8 hónapja van börtönben, amiért belehajtott Cuddy házába, de ha öt napig nem keveredik balhéba, feltételesen szabadulhat. Az öt nap mozgalmasan telik a börtönbéli bandák fenyegetései és az egyik rabtárs érdekesnek látszó betegségének illegális diagnosztizálása közepette. |                                              |                                                                                   |                                          |
| 2 | Transplant / Átültetés                       | Eozinofil pneumoitis                                                              | 2011. október 10. / 2012. március 7.     |
| Miután House még két hónapot ült, Foreman - a kórház új igazgatója - eljön érte, hogy visszaállítsa a munkába. A dolgok teljesen megváltoztak: House elvesztette irodáját, csapatát és Wilson barátságát. Foreman új segéderőt ad House mellé Dr. Chi Park személyében, akivel egy átültetésre váró tüdőt kell megmenteniük. |                                              |                                                                                   |                                          |
| 3 | Charity Case / Jótékony ügy                  | Plummer-kór                                                                       | 2011. október 17. / 2012. március 14.    |
| Ben miután inkognitóban egymillió dollárt adományoz egy alapítványnak, rosszul lesz és összeesik. A gazdag és betegesen önfeláldozó pácienst House megpróbálja adományra bírni, hogy régi csapata visszatérhessen. Tizenhárom House érzelmi zsarolására visszatér egy ügy erejéig. |                                              |                                                                                   |                                          |
| 4 | Risky Business / Kockázatos üzlet            | Rheumatoid artritis                                                               | 2011. október 31. / 2012. március 21.    |
| Ted Barton 120 éves családi vállalatát kényszerűségből Kínába költözteti, ám döntése sokaknak nem tetszik. A bírált tulajnak furcsa látászavara támad, s House őt is megpróbálja lenyúlni az osztálybővítés érdekében. Park fegyelmi tárgyalása, a hazafiság kérdése, s House manipulatív tőzsdézése fűszerezi az amúgy sem egyszerű esetet. |                                              |                                                                                   |                                          |
| 5 | The Confession / A vallomás                  | Kawasaki-szindróma                                                                | 2011. november 7. / 2012. március 28.    |
| A kisváros mindenki által becsült mintapolgára rosszul lesz egy szállodában, miközben a helyi szépségkirálynővel hetyeg. Chase és az immár kétgyerekes apává vált Taub visszatér a csapatba, s Foreman rögtön kémkedésre akarja rávenni őket. House fogadásokat köt, hogy tényleg Taub e az apja a gyerekeknek. |                                              |                                                                                   |                                          |
| 6 | Parents / Szülők                             | Szifilisz, súlyos Jarisch-Herxheimer reakció                                      | 2011. november 14. / 2012. április 4.    |
| Ben halott apja nyomdokaiba lépve bohóc akar lenni, s legtöbbször gyermekzsúrokon lép fel – nem túlzott sikerrel. Az egyik alkalommal egy kisfiú ütésétől azonnal megbénulnak a végtagjai. Wilson Atlantic City-be készül egy boxmeccsre, ahová House is elmenne... |                                              |                                                                                   |                                          |
| 7 | Dead & Buried / Holtan eltemetve             | Disszociatív személyiségzavar, Choricarcinoma(Iris), Alport-szindróma(Drew)       | 2011. november 21. / 2012. április 11.   |
| House egyszerre két esettel is foglalkozik, egy vészesen tünethalmozó tini lányéval, s egy halott kisfiúéval – utóbbit titkolni kénytelen, mivel Foreman nem engedélyezte a nyomozást. Chase sokszor késik, és különös változáson megy keresztül, amely felkelti a többiek figyelmét... |                                              |                                                                                   |                                          |
| 8 | Perils of Paranoia / A paranoia veszélyei    | Torokgyík                                                                         | 2011. november 28. / 2012. április 18    |
| Az ügyész Tommy egy tárgyaláson vesz részt, amikor rosszul lesz. Mint kiderül, nem kicsit paranoiás, egész fegyverraktárt rejteget a házában. Wilson be akarja bizonyítani, hogy House-nak fegyvere van, Taub viszont nőt akar keríteni Foremannak. |                                              |                                                                                   |                                          |
| 9 | Better Half / Jobbik fél                     | Reye-szindróma                                                                    | 2012. január 23. / 2012. április 25.     |
| Egy Alzheimer-kórban szenvedő beteg Plainsboro-ba jelentkezik, hogy a kórházi gyógyszerkísérletben vegyen részt. Wilson pedig egy olyan pácienst kezel, aki az állítása szerint szexuális élet nélküli házasságban él... |                                              |                                                                                   |                                          |
| 10 | Runaway / Szökevények                        | Orsóférgesség                                                                     | 2012. január 30. / 2012. május 2.        |
| A kórházba kerül egy Callie nevű hajléktalan lány és a kísérője, akit az apjának hisznek. A füle elkezd vérezni, így House elvállalja az esetét. Adams azonban mindenáron értesítené a gyámügyet. Taub eközben nehezen tudja jól érezni magát a lányaival. |                                              |                                                                                   |                                          |
| 11 | Nobody's Fault / Senki sem hibás             | Szteroid pszichózis, Tumor lysis szindróma                                        | 2012. február 6. / 2012. május 9.        |
| Chase-t dulakodás közben leszúrja egy szteroidkezeléstől bekattant páciens. A csapat fegyelmi eljárás alá kerül, hogy kiderítsék, hogyan fajulhattak el ennyire a dolgok, s ki a felelős azért, hogy Chase életveszélybe került, s lebénult. |                                              |                                                                                   |                                          |
| 12 | Chase / Chase                                | Óriássejtes arteritis                                                             | 2012. február 13. / 2012. augusztus 29.  |
| A sérüléséért House-ra haragvó Chase munkába állásakor egy felavatása előtt álló apácajelöltnek adja vissza a hitét. A gyengéd kapcsolatba forduló gyógykezelés mindkettőjüket meggyőzi arról, hogy nem változtathatnak az életükön, így House csapata ismét teljes. |                                              |                                                                                   |                                          |
| 13 | Man of the House / A ház ura                 | Szubakut fájdalmatlan tiroditisz, autoimmun poliglanduláris szindróma 3-as típusa | 2012. február 20. / 2012. szeptember 5.  |
| Dominikának - House ukrán feleségének - zöldkártyára van szüksége, így némi pénz fejében megkörnyékezi névleges férjét, hogy játsszák el a boldog házaspárt az ellenőr előtt. A dolog nem olyan vicces, mert ha lebuknak, House mehet vissza a börtönbe. Eközben House helyettest keres, s a csapat tagjai majd összetörik magukat, hogy a férfiatlanul viselkedő páciens baját kiderítsék.                                                                                   |                                              |                                                                                   |                                          |
| 14 | Love Is Blind / A szerelem vak               | Mukormikózis                                                                      | 2012. február 27. / 2012. szeptember 12. |
| Will Westwood vakon született, de ettől függetlenül teljes életet él. Egy boltból kijövet rosszul lesz és összeesik. Az orvos édesanyja érkezik a városba és ennek House nem örül... MEGJEGYZÉS: A dátum az epizód kanadai premierjét tükrözi, amelyet a Global Television Network sugároz. Az Egyesült Államokban március 19-én adták le az epizódot. A 21 napos késést az okozta, hogy a Daytona 500 motorsport eseményt 30 órával később sugározták időjárási késés miatt. |                                              |                                                                                   |                                          |
| 15 | Blowing the Whistle / Árulkodás              | Tífusz                                                                            | 2012. április 2. / 2012. szeptember 19.  |
| Egy fiút bilincsben kísérnek katonatársai. Azonban ő a terminálban rosszul lesz, így House-éknak kell kideríteni az okot nagy katonai őrség mellett. |                                              |                                                                                   |                                          |
| 16 | Gut Check / Belső kényszer                   | Miller–Fisher-szindróma                                                           | 2012. április 9. / 2012. szeptember 26.  |
| Két jégkorong-játékos összeverekedik. Az egyikük vért kezd köhögni. Taub ellenszenvet érez a fiú iránt, de később House eléri, hogy megkedvelje. House azt állítja, hogy Wilsonnak van egy 11 éves fia. |                                              |                                                                                   |                                          |
| 17 | We Need the Egg / Ki kelti ki a kiscsibéket? | Elsődleges amőbás agyvelő- és agyhártyagyulladás                                  | 2012. április 16. / 2012. október 3.     |
| Egy vért könnyező beteg kerül House-ékhoz. Chase és Adams átkutatják a beteg lakását, ahol furcsa dolgot találnak: a férfi egy luxus guminővel él. Közben House új barátnőt keres, mert a régi prosti kidobta őt Dominika miatt, aki mégiscsak a felesége. Közben Parknak és Taubnak is randija akad, de nem sok sikerrel járnak. House nem mondja meg Dominikának, hogy megkapta az állampolgárságot.                                                                        |                                              |                                                                                   |                                          |
| 18 | Body & Soul / Test és lélek                  | Nyitott ductus arteriosus                                                         | 2012. április 23. / 2012. október 10.    |
| Egy hmong (ázsiai - főleg Kínában élő - népcsoportba tartozó) kisfiút folyamatosan rémálmok gyötörnek, a fiú egy ilyen éjszaka után nem is lélegzik. Az álmok jelentősége a csapat tagjai közt is beszédtémává lesz. House-nak nincs szíve megmondani Dominikának, hogy megkapta a zöld kártyát, ám amikor kiderül az igazság, felesége sértődötten elhagyja. Wilson megdöbbentő bejelentést tesz...                                                                          |                                              |                                                                                   |                                          |
| 19 | The C Word / A rák                           | Pitvari myxoma                                                                    | 2012. április 30. / 2012. október 17.    |
| Egy genetikai rendellenességben szenvedő kislány állapota hirtelen súlyossá válik, orvos édesanyja pedig House-éktól kér segítséget. House azonban nem vesz részt a diagnózis felderítésében, mivel Wilson életveszélyes kezelésével van elfoglalva. |                                              |                                                                                   |                                          |
| 20 | Post Mortem / Post Mortem                    | Hypothyroidizmus                                                                  | 2012. május 7. / 2012. október 24.       |
| A kórház kórboncnoka boncolás közben rosszul lesz, majd önmagát is megvágja, de nincs tudatánál. Az összes ottani orvos statisztikáit ismeri, és a legkevesebbet hibázó House-t akarja, de Wilson épp kirándulni viszi őt, így a feladat Chase-re vár... |                                              |                                                                                   |                                          |
| 21 | Holding On / Kitartás                        | Arteria stapedia persistens                                                       | 2012. május 14. / 2012. október 31.      |
| Wilson egy nagyon fontos döntést hoz, amit House nem akar elfogadni, és ezért megtesz mindent, hogy megváltoztassa barátja döntését. Az orvosi csapat egy fiút vizsgál, aki a halott öccse hangját hallja. |                                              |                                                                                   |                                          |
| 22 | Everybody Dies / Mindenki meghal             | autoimmun reakció lenyelt faágra                                                  | 2012. május 21. / 2012. november 7.      |
| House egy tette miatt börtönbe kerülhet újra, ha valaki magára nem vállalja a tettét. Később olyan tettre szánja el magát, hogy Wilsonnal lehessen haláláig amire senki nem számított volna... |                                              |                                                                                   |                                          |